# بيتر هارتفيغ
بيتر هارتفيغ (بالهولندية: Peter Hartwig)‏ هو رسام هولندي، ولد في 19 مايو 1963 في Hoogezand ‏ في هولندا.

## وصلات خارجية
- الموقع الرسمي